# 유태설
유태설(劉泰卨, 일본식 이름: 邦本泰卨구나모토 다이세쓰, 1890년 2월 19일 ~ 1968년 12월 1일)은 일제강점기의 법조인이며 조선총독부 중추원 참의도 지냈다.

## 생애
함경남도 북청군 출신으로 1914년에 경성전수학교를 졸업했다. 부산지방법원 밀양지청 서기 겸 통역생을 거쳐 1916년에 조선총독부 판사로 임명이 되면서 법조인으로 근무하기 시작했다.
공주지방법원 홍성지청 판사, 함흥지방법원 판사, 함흥지방법원 원산지청 판사, 평양복심법원 판사 등을 지낸 뒤 1926년에 퇴직하였다. 이때 종5위에 서위되어 있었으며, 퇴직한 후에는 함흥부에서 변호사를 개업해 활동했다.
함흥부회 의원과 함경남도 도회의원을 역임하는 등 지역 유지로 활동하던 중, 1933년에는 중추원 참의로 발탁되었다. 태평양 전쟁 시기에는 조선임전보국단에 가담한 바 있다.
태평양 전쟁 종전 후에 미군정 지역인 서울로 내려와 있었다. 1949년에 반민족행위처벌법에 따라 반민특위가 반민피의자를 체포했을 때 조사 대상에 올랐다. 그러나 도피자로 처리되어 체포되지 않았고, 반민특위가 활동을 중단하면서 처벌받지 않았다.

## 사후
2002년 발표된 친일파 708인 명단 중 중추원 부문에 수록되었고, 2008년 민족문제연구소가 정리한 친일인명사전 수록예정자 명단 중 중추원과 사법 부문에 포함되었다. 2009년 친일반민족행위진상규명위원회가 발표한 친일반민족행위 705인 명단에도 포함되었다.

## 같이 보기
- 조선총독부 중추원

## 참고자료
- 유태설(劉泰卨) - 국사편찬위원회